# Aue-Schwarzenberg (district)
Districtul Aue-Schwarzenberg este un Kreis în landul Saxonia, Germania.